# Озерне (Звєриноголовський район)
Озе́рне (рос. Озёрное) — село у складі Звіриноголовського округу Курганської області, Росія.
Населення — 476 осіб (2010, 657 у 2002).
Національний склад станом на 2002 рік:
- росіяни — 76 %